# Leandra calvescens
Leandra calvescens är en tvåhjärtbladig växtart som först beskrevs av Otto Karl Berg och José Jéronimo Triana, och fick sitt nu gällande namn av Célestin Alfred Cogniaux. Leandra calvescens ingår i släktet Leandra och familjen Melastomataceae. Inga underarter finns listade i Catalogue of Life.